# Tiferdoud
Tiferdoud, (en berbère : Tiferdud, en tifinagh : ⵜⵉⴼⴻⵔⴷⵓⴷ, en arabe : ثيفردود), est un village de la  Kabylie situé au sud de la commune d'Abi Youcef, dépendant de la Daïra d'Aïn El Hammam dans la wilaya de Tizi Ouzou, en Algérie.

## Toponymie
Le nom du village Tiferdoud signifie la Bryone (en langue kabyle: Ardud), une plante qui existait  au sein du village avant même que le nom lui soit attribué. Par définition La Bryone dioïque (Bryonia dioica, synonyme Bryonia cretica ssp. dioica) (du grec ancien βρὐον / brúon, « fleur »). En effet, tenu au syllogisme du mot que nos ancêtres ont accordé au sens propre de " mieux que la bryone " ce qui est la traduction du mot par mot de " tif ardud"

## Localisation
Tiferdoud est le premier village en partant de la ville d'Ain El Hammam, à 2 km de la sortie sud-est sur la Route nationale 15 qui relie la RN 12, dite « route de la Kabylie » (Tizi Ouzou-Béjaia par Adekar ) à la RN 26 (Bouira-Béjaia).
Il est limité
- au nord, par les villages d’Igourès et d'Ait Mlal (commune d’Aït Yahia) ;
- à l’est, par les villages d'Ahdouche (commune d’Iferhounène) et de Tazerouts ;
- au sud, par les villages de Takhelidjt et d'Ath Sellane (commune d'Akbil) ;
- à l’ouest, par le village de Taourirt Amrane (commune d'Aïn El Hammam) ;
- au nord-ouest, par la ville d'Aïn El Hammam.

|                 | Igoures / Ait Mlal       |                       |
| Taourirt Amrane | Tiferdoud                | Ahedouche / Tazerouts |
|                 | Takhelidjt / Ath sellane |                       |

## Relief
Perché sur un sommet à l'altitude 1197 mètres, le village de Tiferdoud est le plus haut village de Kabylie et le lieu habité le plus haut d'Algérie après le village de Djaafra (plus de 1350m).

## Population
Elle était de 1515 habitants au dernier recensement.
Par ailleurs, 970 personnes originaires de Tiferdoud vivent en France. Il existe notamment une « association Tiferdoud » à Villetaneuse (Seine-Saint-Denis)

## Infrastructures et distinctions
Le village dispose d'une école primaire, d'un dispensaire, d'une mosquée ainsi que d'une bibliothèque associative.
Tiferdoud a décroché le premier prix lors de l'édition 2017 du Concours Rabah Aïssat du village le plus propre de la wilaya de Tizi Ouzou.
En 2018, Tiferdoud a accueilli la 15ème édition du festival Raconte-Arts.